# Nicolaï Yourassoff
Nicolas Yourassoff (Николай Юрасов, transcription moderne Yourassov), né le 4 août 1876 à Tende (Alpes-Maritimes, à l'époque en Italie) et mort le 17 octobre 1968 à Nice, est un coureur motocycliste du début du XXe siècle, fils de Nicolaï Ivanovitch Yourassoff, vice-consul de Russie à Menton et artiste peintre et de Maria von Grade Machaneva.

## Biographie
Nicolaï Yourassoff quitte l'Italie pour Nice avec ses parents à l'âge de 7 ans. Il sera conscrit en 1896, incorporé dans les services auxiliaires. Le 4 avril 1898, il est naturalisé Français. 
Au début du XXe siècle, il participe à diverses épreuves motocyclistes avec l'équipe Peugeot, constituée entre autres de Giosuè Giuppone, Henri Cissac et René Champoiseau.
Hormis le sport motocycliste, il participe aussi à des épreuves cyclistes et court parfois avec un de ses bons amis, Jean Bouin. Il a également fait plusieurs vols en avion au-dessus de la Méditerranée avec un autre de ses amis, Mikhail Nikiforovich Efimov (ru), qui fut le premier aviateur russe.
En 1909, il retourne brièvement en Russie. En 1914, il est incorporé dans le 19e régiment d'artillerie à Nîmes et partira en campagne contre l'Allemagne le 9 janvier 1915. Il est renvoyé dans ses foyers le 2 février 1915 à la suite d'une blessure.
Il se marie en 1961 à Falicon et meurt le 17 octobre 1968 à Nice.

## Courses motocyclistes
Il court dans l'équipe Peugeot sur une motocyclette Peugeot de 333 centimètres cubes.
Il participe entre autres à :
- mars 1904 : Pesage au Corso automobile fleuri du Nice : Yourassoff (Peugeot) 45 kilos.
- 31 mars 1904[6] : Course du mille à Nice. Yourassoff 7e sur Peugeot en 1 min 42 s 4/5
- 13 juin 1904 :  Critérium Nice - Cannes. Yourassoff 2e sur Peugeot
- 10 août 1904 : Concours organisé, par l'AC du Dauphiné, Course de 500 mètre départ-arrêté. Yourassoff 2e sur Peugeot.
- 28 août 1904 : Course du Mont-Ventoux. Yourassoff 2e sur motocyclette Peugeot en 1 h 22 min 44 s 3/5 derrière Lamberjack en 51 min 17 s 3/5
- 29 août 1904 : Épreuve de vitesse sur une côte de 21 km 600. Yourassoff 2e sur Peugeot en 39 min 59 s 3/5 (32,4 km/h) derrière Inghilbert sur Griffon en 32 min 20 s 1/5 (40,1 km/h)
- 12 septembre 1904[7] : Éliminatoires françaises de la Coupe internationale de motocyclettes : 5 tours d'un parcours de 54 km = 270 km au total. Yourassoff 4e en 4 h 42 min 40 s 3/5 (57 km/h)
- 25 septembre 1904[8] : Coupe internationale du motocycle-club en 5 tours de 54 km, Yourassoff est inscrit avec le dossard no 6 sur Peugeot III. Yourassoff 4e 270km en 4 h 4, soit une moyenne de 63,4 km/h. Le vainqueur fut Lamberjack en 3 h 30 min 14 s (77 km/h).
  - 1er tour : 3e en 47 min 30 s (68,2 km/h)
  - 2e tour : 4e en 45 min 30 s (71,2 km/h)
  - 3e tour : 4e en 42 min 30 s (76,2 km/h)
  - 4e tour : au-delà du 3e  en 40 min 50 s (79,3 km/h)
  - 5e tour : au-delà du 3e en 48 min 22 s (67,0 km/h)
- 5 - 9 octobre 1904[9] : Critérium du 1/3 de litre au Parc-des-Princes. Yourassoff 12e sur Peugeot en 1 h 41 min 30 s (59,1 km/h). Le vainqueur fut Anzani sur Alcyon en 1 h 18 min 37 s (76,3 km/h).
- 13 octobre 1904[8] : Éliminatoires pour la coupe internationale de motocyclettes. Yourassoff 4e sur Peugeot. 270km en 4 h 4 min 42 s. Vainqueur : Lamberjack sur Griffon 270km en 3 h 30 min 14 s
- 17 avril 1905 : Critérium de la Côte de l’Estérel, catégorie >3 CV. Yourassoff 2e sur Peugeot en 13 min 2 s
- 16 mai 1905 : Course d'endurance de l'Autocycle club. Yourassoff 14e

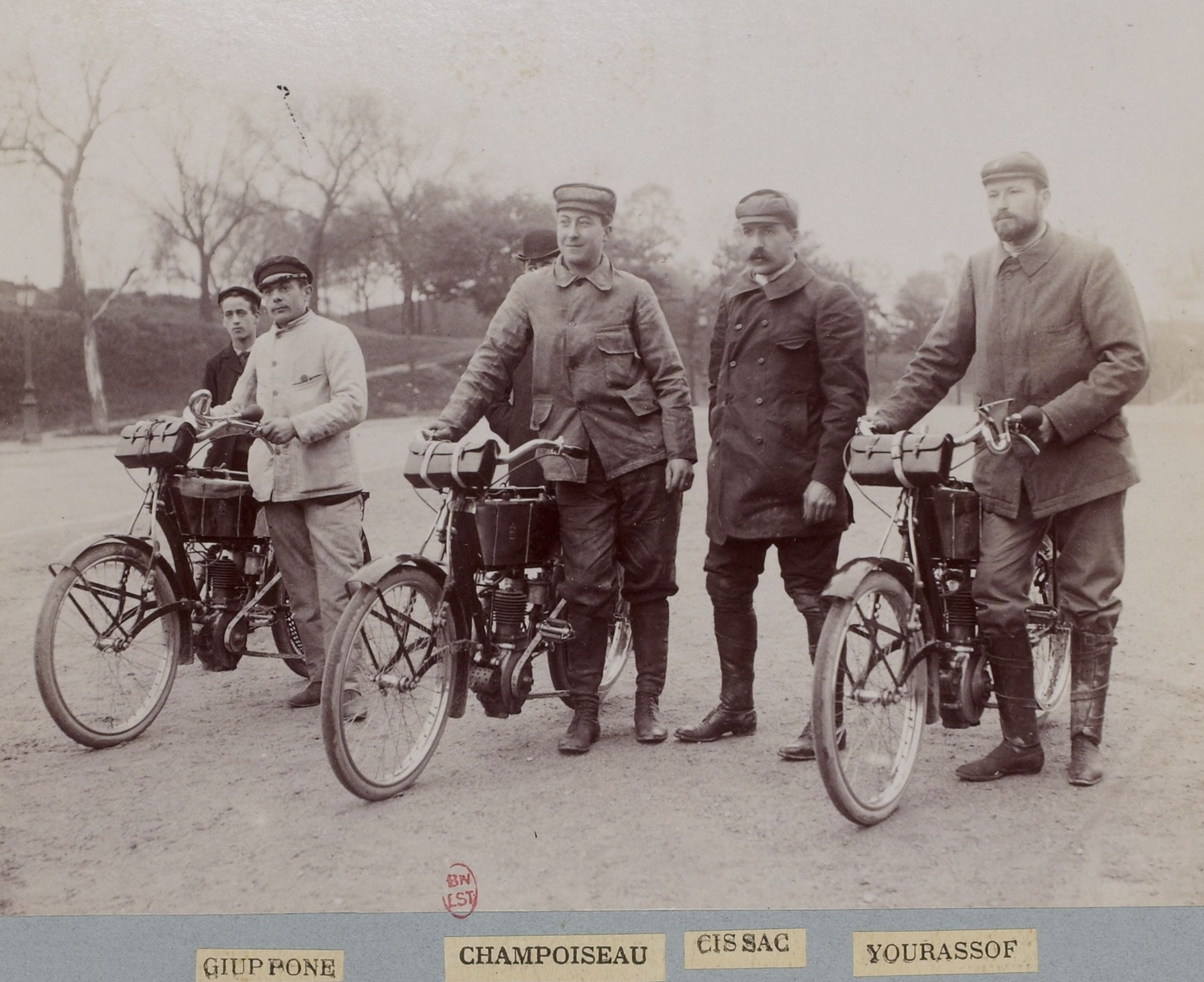
L'équipe Peugeot, au Tour de France Motocycliste 1905

- 6 - 14 mai 1905[10] : Tour de France motocycliste (2134 kilomètres) 
  - 6 mai 1905 : Paris, Porte dorée – Dijon (310 km)
  - 7 mai 1905 : Dijon – St-Étienne (250 km)  Vainqueur: Giuppone sur Peugeot en 3h22. Yourassoff 22e 6 h 31 min 43 s
  - 8 mai 1905 : St-Étienne – Avignon (225 km)  Yourassoff 17e 222 points
  - 9 mai 1905 : Avignon – Marseille (110 km)  Yourassoff 18e  300 points
  - 10 mai 1905 : Marseille – Narbonne (279 km)  Yourassoff 17e 433 points
  - 11 mai 1905 : Narbonne – Agen (273 km)  Yourassoff 16e 580 points
  - 12 mai 1905 : Agen – Limoges (271 km)  Yourassoff 14e 719 points
  - 13 mai 1905 : Limoges – Orléans (263 km)  Yourassoff 14e 824 points
  - 14 mai 1905 : Orléans – Paris (128 km)  Yourassoff 14e 883 points

« Ainsi se termine la plus dure épreuve d’endurance à laquelle on ait osé soumettre des motocyclettes. Le classement de l’équipe Peugeot a fourni une excellente indication pour le choix d’une vraie motocyclette de tourisme. Il faut en effet noter qu’à chacune des neuf étapes, c’était Peugeot qui tenait la tête avec Giuppone, Cissac et Champoiseau, et si on considère que Cissac et Giuppone sont premier et second à douze points d’écart, n’est-ce pas la meilleure preuve de la régularité des motocyclettes des grands constructeurs de Valentigney ? »

— La Presse
- 17 mai 1905 : Concours d'endurance de l'Autocyle Club France. Yourassoff 14e
- 6 août 1905 : Circuit des Ardennes (201 km 200) 1er jour. Yourassoff 2e
- 7 août 1905 : Circuit des Ardennes. Yourassoff 12e en 3 h 21 min 12 s (60,1 km/h)
- 11 avril 1906[8] : Grand prix cycliste de Nice. Yourassoff 3e sur Lion I, Péan 4e sur Lion II
- 7 juin 1907[8] : Moscou – Saint-Pétersbourg 685 km. Yourassof participant sur Peugeot
- Avril 1908[8] : Tour de France motocycliste
- 19 mai 1908 : Saint-Pétersbourg – Moscou 685 km. Yourassoff participant sur Lion I, Péan sur Lion II
- 31 mai 1908 : Critérium du 1/3 de litre au Parc des Princes. Yourassoff sur Peugeot, 12e en 1 h 42 min 30 s (58,5 km/h)
- 14 décembre 1912[8] : Nice – La Turbie. Yourassoff sur Singer 1 cylindre 430 cm3

## Galerie

Photos de Nicolaï Yourassof et de ses motocyclettes
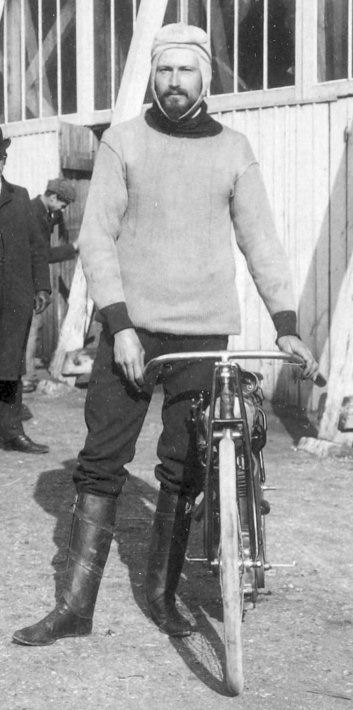
JB : Nicolaï Yourassoff et sa motocyclette Peugeot [Critérium des 1/3 de litre 11 octobre 1904] ;
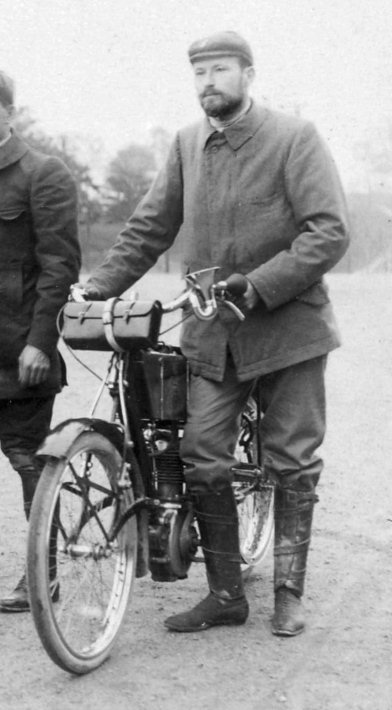
JB : Nicolaï Yourassoff et sa motocyclette Peugeot 1/3 litre Type Z [Tour de France pour motocyclettes, 6 - 14 mai 1905] ;
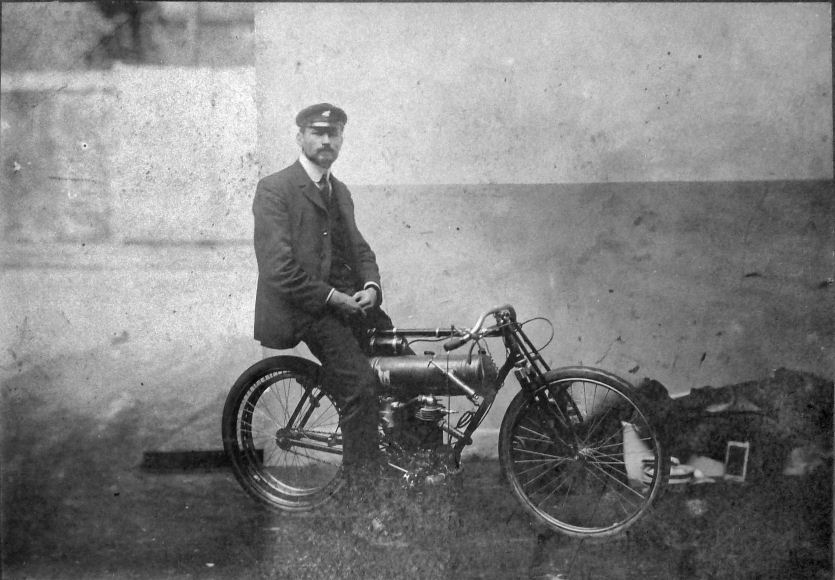
PF : Nicolaï Yourassof sur Peugeot septembre 1904